# 다다노 가즈히토
다다노 가즈히토(일본어: 多田野数人, 1980년 4월 25일 ~ )는 일본의 전 야구 선수이자 야구 지도자이다. 

## 경력

### 선수 경력
- 클리블랜드 인디언스 (2004년 ~ 2005년)
- 홋카이도 닛폰햄 파이터스 (2008년 ~ 2014년)
- 이시카와 밀리언 스타스 (2015년 ~ 2017년)

### 지도자 경력
- 이시카와 밀리언 스타스 감독 (2015년 ~ 2017년)
- 홋카이도 닛폰햄 파이터스 2군 투수 코치(2022년 ~ )

## 스캔들
2001년 발매된 게이 포르노 《한여름 밤의 음몽》에 1장 '야쿠자 협박! 체육부원들의 역습' 부분에서 개 흉내를 내며 야쿠자와 성교를 하는 역할로 출연했으며 2002년 여름 무렵부터 인터넷 게시판이나 주간지에서 "게이 포르노에 다다노가 야구부 후배들과 출연하고 있다"는 소문이 흐르기 시작했고, 비디오를 본 릿쿄 대학 야구부의 감독이 사실을 인정했다. 2004년에 MLB에 데뷔할 당시, 미국에서도 게이 비디오에 출연한 과거가 보도되었다. 2004년 1월 23일 기자 회견에서 "대학 시절에 (그런) 비디오에 나온 적이 있고 지금은 매우 후회하고 있습니다. 당시는 젊고 돈이 필요했습니다. 단 한번의 실수이고 두 번 다시 같은 실수는 하지 않습니다. 난 게이가 아닙니다. 이것만은 확실하게 진실을 전하고 싶었다"고 설명했다.

### 등번호
- 32 (2004년 - 2005년)
- 16 (2006년 9월 22일 - 10월 12일, 2008년 - 2010년)
- 65 (2011년 - 2017년)
- 73 (2022년)

## 같이 보기
- 한여름 밤의 음몽